# Leschères
Leschères település Franciaországban, Jura megyében. Lakosainak száma 203 fő (2022. január 1.). Leschères Saint-Claude, Nanchez, Les Crozets, Ravilloles, La Rixouse és Coteaux du Lizon községekkel határos.

## Népesség
A település népességének változása:
| Lakosok száma | 125  | 118  | 121  | 223  | 213  | 215  | 209  | 207  | 206  | 203  |
|               | 1968 | 1982 | 1990 | 2006 | 2013 | 2015 | 2017 | 2019 | 2020 | 2022 |